# Shylo Malsawmtluanga
Malsawmtluanga Shylo, hay còn được biết với tên Mama, là một cầu thủ bóng đá người Ấn Độ hiện tại thi đấu cho Aizawl FC ở I-League chủ yếu ở vị trí tiền vệ chạy cánh.